# François Coli
François Coli (n. 5 iunie 1881, Marsilia, Franța – d. 8 mai 1927, Oceanul Atlantic, apele internaționale) a fost un pilot și navigator francez, cunoscut mai ales ca partenerul de zbor cu un singur ochi al lui Charles Nungesser în încercarea nereușită de a traversa Oceanul Atlantic la bordul aeronavei cunoscută sub numele de L'Oiseau Blanc.

## Primii ani de viață și Primul Război Mondial
Născut la Marsilia într-o familie de navigatori corsicani, Coli a devenit căpitan de navă comercială, s-a căsătorit și a avut trei fiice. La izbucnirea Primului Război Mondial, el și-a oferit serviciile Marinei Franceze. Potrivit surselor, dezamăgit că nicio navă de război nu avea nevoie de un căpitan, el a intrat în armată ca soldat. Din fericire, vârsta și experiența acumulată i-au determinat pe superiorii săi să-i acorde o funcție de comandă în 1915 și în aceeași vară a fost promovat la gradul de căpitan. Suferind mai multe răni, el a fost declarat inapt pentru serviciul militar în cadrul infanteriei și a fost transferat în Serviciul Aeronautic Francez, obținând brevetul de pilot în martie 1916. Mai târziu în același an s-a alăturat Escadrilei N. 62 și a fost numit la comanda escadrilei în februarie 1917.
Căpitanul Coli rămas ca șef al Escadrille des Coqs chiar și după ce a pierdut un ochi într-un accident în martie 1918. El a părăsit escadrila în august 1918, cu o reputație de navigator și comandant excepțional.

## Cariera postbelică

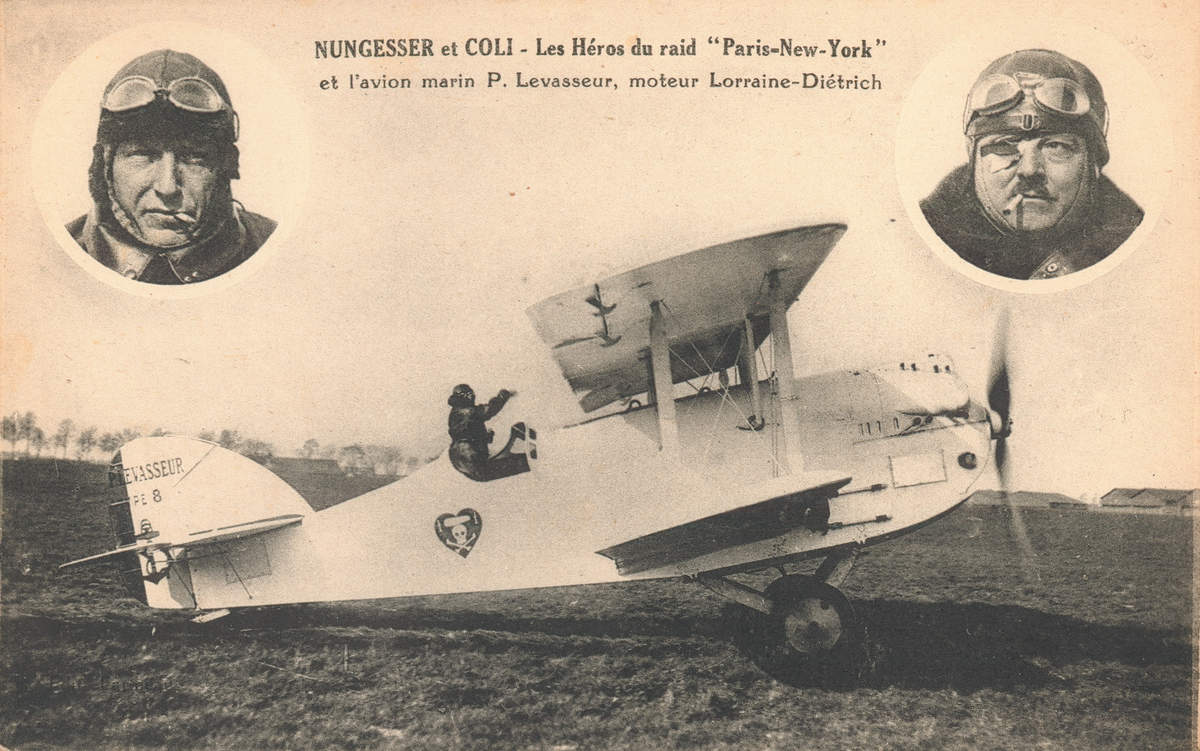
L'Oiseau Blanc

După război Coli a început să efectueze o serie de zboruri aviatice pe distanțe record. Pe 26 ianuarie 1919, el a realizat prima traversare dublă a Mării Mediterane, împreună cu locotenentul Henri Roget. Zborul a stabilit recordul de distanță peste apă de 735 km (457 de mile) în cinci ore.
Pe 24 mai, iarăși împreună cu Roget, Coli a stabilit un record de zbor pe distanță, zburând de la Paris la Port Lyautey, Maroc, pe o distanță de 2.200 km (1.400 mile). El a fost rănit în accidentul produs la sfârșitul zborului.
În anul următor, 1920, împreună cu Joseph Sadi-Lecointe, Coli a efectuat zboruri pe distanțe lungi în jurul Mediteranei.
În 1923 Coli a început plănuirea unui zbor transatlantic fără escală, împreună cu camaradul său din timpul războiului Paul Tarascon, un as al aviației. În 1925 ei au devenit interesați de premiul Orteig de 25.000 de dolari pentru primul zbor între Paris și New York. Mai târziu, în cursul anului 1926, biplanul Potez 25 a fost distrus într-un accident, iar Tarascon a fost ars grav. A fost căutată o nouă aeronavă, iar Tarascon a renunțat la locul său de pilot în favoarea lui Charles Nungesser.
În 1928, Ontario Surveyor General a numit o serie de lacuri din partea de nord-vest a provinciei pentru a-i onora pe aviatorii care au murit în 1927, în încercarea de a reuși zborul transoceanic. Printre acestea sunt Lacul Coli (51°19′N 93°35′W / 51.32°N 93.59°V) și Lacul Nungesser (51°29′N 93°31′W / 51.49°N 93.52°V).